# Убийства на реке Грин
«Убийства на реке Грин» (англ. The Riverman) — американский фильм режиссёра Билла Иглса, снятый по книге Роберта Кеппела «The Riverman: Ted Bundy and I Hunt for the Green River Killer», а также основанный на реальных событиях. Премьера состоялась 6 сентября 2004 года. Фильм вышел на DVD 12 января 2010 года.

## Сюжет
Детективы Дейв Райхерт и Роберт Кеппел расследуют дело о ряде жестоких убийств на реке Грин-Ривер. Единственное, что удаётся установить: все жертвы — девушки лёгкого поведения. Из-за отсутствия улик следствие заходит в тупик. Неожиданно Кеппел получает письмо от одного из самых известных серийных убийц Теда Банди, отбывающего пожизненный срок заключения во Флориде. Тот утверждает, что может помочь в поисках маньяка…

## В ролях
| Актёр             | Роль                        |
| ----------------- | --------------------------- |
| Брюс Гринвуд      | Роберт Кеппел               |
| Сэм Джагер        | Дейв Райхерт                |
| Сара Мэннинен     | Джорджианн Хокинс           |
| Кэтлин Куинлан    | Сэнди Кеппел                |
| Кэри Элвес        | Тед Банди                   |
| Дэвид Браун       | Гэри Риджуэй                |
| Джереми Акермен   | Лейтенант Даунинг           |
| Синди Сэмпсон     | Марисоль                    |
| Ричард Блэкбёрн   | Уорден Оуэнс                |
| Марк Грэм         | Роджер                      |
| Джон Дансворт     | Хани                        |
| Шерри Смит        | Хейзел                      |
| Ли Джей Кэмпбелл  | Артур                       |
| Лия Остри         | Элли Кеппел                 |
| Колин Роджерс     | Джон Кеппел                 |
| Грант Роджерс     | Дэвид Кеппел                |
| Венесса Брукс     | Хайндс                      |
| Тара МакКалла     | Чепмен                      |
| Мари Пэнопалис    | Лин Харвуд                  |
| Майкл Пеллерин    | Сэмми                       |
| Дэвид Кристоффель | Специалист по детектеру лжи |
| Рене Эбботт       | Проститутка Риджуэя         |
| Кэсси МакДональд  | Студентка                   |
| Джон Фултон       | Трак Формен                 |
| Соня О'Хара       | Проститутка                 |
| Дон Боттомли      | Офицер полиции              |
| Джорди Браун      | Марк                        |
| Николь МакЛин     | Джессика Стэндиш            |
| Керри МакФерсон   | Кэрол                       |
| Ванда Тейлор      | Стрит Уокер                 |